# Дом, в котором проживал А. С. Грибоедов (Симферополь)
Бывшая гостиница «Афинская» (укр. Колишній готель «Афінська»), также Дом Грибоедова (укр. Будинок Грибоєдова) — жилой дом № 25 по проспекту Кирова в Симферополе, архитектурный памятник. Это одна из первых гостиниц города. Здесь в 1825 году с 18 июня, примерно три месяца, с перерывами, жил Александр Грибоедов — русский писатель, дипломат. В то время это была улица Салгирная.

## История

Портрет Александра Грибоедова

В соседнем с Грибоедовым номере отеля жил странствующий офицер драгунской дивизии, православный духовный писатель А. Н. Муравьев, который в книге «Знакомство с русскими поэтами» рассказывает, что «в Симферополе Грибоедов был в подавленном состоянии, вел замкнутый образ жизни и казался недоступным».
Это настроение замкнутости и отчужденности заметно и в его переписке. В письме двоюродному брату и декабристу С. Н. Бегичеву он писал:
…весь век желаю где-нибудь найти уголок для уединения, и нет его для меня нигде. Приезжаю сюда, никого не вижу, не знаю и знать не хочу. Это продолжалось не более суток… ворвались ко мне, осыпали приветствиями, и маленький городок сделался мне тошнее Петербурга. Мало этого. Наехали путешественники, которые меня знают по журналам: сочинитель Фамусова и Скалозуба, следовательно, веселый человек. Тьфу, злодейство! Да мне невесело, скучно, отвратительно, несносно!А.С. Грибоедов
После отдыха и ознакомления с городом, А. С. Грибоедов в одном из писем в Петербург назвал город «дрянь городок», поэт осмотрел окрестности Симферополя. Во время путешествия вблизи Гурзуфа писатель встречался с польским поэтом Адамом Мицкевичем. Он побывал в Алуште, Алупке, Симеизе, Байдарах, Балаклаве, Инкермане, Севастополе, Херсонесе, Мангуп-Кале, Бахчисарае, Успенском монастыре. 8-9 июля вернулся в Симферополь
На этом здании установлена мемориальная доска, она пережила несколько существенных перепланировок. В начале XXI века появилось несколько пристроек, на первом этаже расположен магазин одежды, фасад скрывается под слоем нелегальной рекламы.